# Паллантий (город в Аркадии)
Паллантий (Палантий, др.-греч. Παλλάντιον) — древний город Аркадии к западу от Тегеи. Отсюда Эвандр, как полагали, колонизовал Италию. После того как жители были выведены для основания Мегалополя, город пал, а на его развалинах впоследствии был построен Триполис.